# Galàxia espiral floculenta

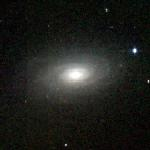
Messier 63, una galàxia espiral floculenta. Compta també amb pseudobulb. Vegeu com l'estructura espiral arriba fins al seu centre.

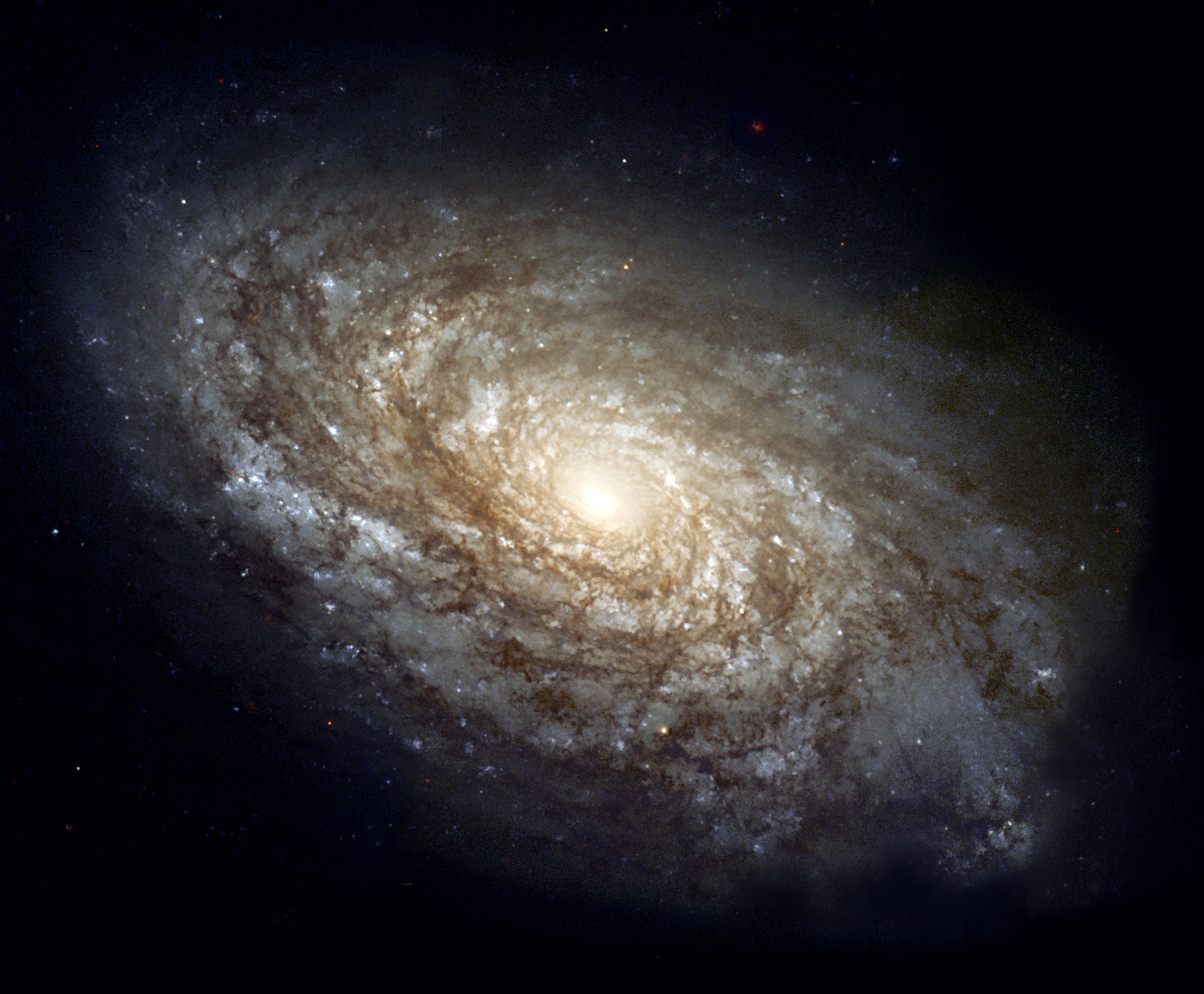
Galàxia NGC 4414 en la constel·lació de Coma Berenices. Imatge presa pel Telescopi Espacial Hubble.

Una galàxia espiral floculenta és un tipus de galàxia  espiral en la qual l'estructura espiral està formada per multitud de segments de braços espirals en comptes dels braços espirals continus i ben definits que es poden trobar a les galàxies espirals de gran disseny.
Es calcula que un 30% de les galàxies espirals són d'aquest tipus, mentre que un 10% són del tipus gran disseny, i la resta (60%) tenen diversos braços espirals; aquestes darreres de vegades són incloses dins de les galàxies floculentes.

## Origen
L'origen d'aquest tipus d'estructura espiral es pensa que és degut a regions de formació estel·lar que a l'anar propagant i estenent per àrees properes han estat organitzades en una estructura espiral degut a la rotació diferencial de la seva galàxia; el model que descriu aquest tipus d'estructura espiral és conegut com a model estocàstic de formació estel·lar autopropagada, ja que hi ha una petita probabilitat que aquest procés es doni en tot el disc de la galàxia, per la qual cosa el manté.
També hi ha simulacions que mostren com la interacció amb el medi intergalàctic d'aquelles galàxies espirals situades en  cúmuls de galàxies pot produir aquestes estructures.

## Exemples
L'NGC 2841 sol ser considerada el prototip d'aquesta classe de galàxies; altres exemples notables són: l'M31, l'M63, l'NGC 3521, i l'NGC 4414.